# Ásotthalom
Ásotthalom es un pueblo húngaro perteneciente al distrito de Mórahalom, condado de Csongrád-Csanád.

## Superficie
Cuenta con una superficie de 122 km².

## Demografía
Hasta 2024 la población era de 3682 habitantes, con una densidad de población de 30,18 hab/km².
| Gráfica de evolución demográfica de Ásotthalom entre 2020 y 2024 |
|                                                                  |
| Datos según la Oficina Central de Estadística de Hungría.        |